# Ion Victor Bruckner
Ion Victor Bruckner (n. 22 aprilie 1944) este un om politic român, fost ministru al sănătății.